# جاناتان موریرا (بازیکن فوتبال، زاده ۱۹۹۶)
جاناتان موریرا (انگلیسی: Jonathan Moreira؛ زادهٔ ۲۲ اوت ۱۹۹۶) بازیکن فوتبال اهل آرژانتین است.